# Señales de humo (álbum)
Señales de humo es el decimosexto álbum de estudio de la orquesta de salsa colombiana Niche, publicado el 11 de septiembre de 1998 mediante el sello discográfico Sony Records. El álbum no pudo igualar el éxito comercial de su predecesor, el disco A prueba de fuego de 1997.

## Antecedentes
El 31 de diciembre de 1997, Carlos Guerrero deja la agrupación, para integrar el Grupo Galé.

## Lista de canciones
Todas las canciones escritas y compuestas por Jairo Varela. 
| N.º | Título              | Intérprete(s)  | Duración |  |
| 1.  | «Batalla De Flores» | Javier Vásquez | 4:48     |  |
| 2.  | «No Muero Mañana»   | Wichy Camacho  | 5:38     |  |
| 3.  | «Mujer De Novela»   | Willy García   | 5:16     |  |
| 4.  | «Me Siento Mal»     | Paula Zuleta   | 4:57     |  |
| 5.  | «Qué Ironía»        | Willy García   | 4:58     |  |
| 6.  | «Rezo a María»      | Javier Vásquez | 6:10     |  |
| 7.  | «Busco»             | Wichy Camacho  | 4:57     |  |
| 8.  | «Señales De Humo»   | Willy García   | 4:54     |  |

## Créditos

### Músicos
- Bajo: Daniel Silva, Efraín Hernández
- Bongó y timbal: Douglas Guevara, Junior Quiñonez
- Cantantes: Willy García, Javier Vásquez, Paula Andrea, Wichy Camacho (invitado especial)
- Congas: Sammy García, Douglas Guevara
- Coros: Wichy Camacho, Willy García, Daniel Silva, Paula Andrea (en "Rezo a María" y "Me Siento Mal")
- Guitarra acústica: José Aguirre (en "Me Siento Mal)
- Güiro y maracas: Carlos Guerrero
- Piano: Julio Cortez
- Trombón 1 y 2: Daniel Alfonso
- Trompeta 1, 2 y 3: José Aguirre

### Producción
- Arreglos: Jairo Varela
- Producción musical: Jairo Varela, José Aguirre
- Ingeniero: Guillermo Varela
- Mezcla: Carlos Rodríguez
- Transcripción y armonización: José Aguirre